# شهرستان الحسینیه
شهرستان الحسینیه یا استقلال (به عربی: ناحیة الاستقلال) یک منطقهٔ مسکونی در عراق است که در استان بغداد واقع شده‌است. شهرستان الحسینیه ۳۰ کیلومتر مربع مساحت و ۱٬۵۰۰٬۰۰۰ نفر جمعیت دارد.